# Silly Love Songs
Silly Love Songs è un brano musicale di Paul McCartney, tratto dall'album Wings at the Speed of Sound, e pubblicato nel 1976 come singolo dalla sua band Wings.
Il singolo americano venne pubblicato il 1º aprile 1976 e raggiunse la prima posizione della classifica Billboard Hot 100 per cinque settimane ed in Canada per due settimane. Il singolo UK fu invece pubblicato il 30 aprile 1976 e raggiunse la posizione numero 2 nella classifica dei singoli.
Arriva in ottava posizione in Nuova Zelanda e in nona in Norvegia.

## Il brano
Oltre agli ironici commenti fatti in proposito da John Lennon, McCartney veniva spesso tacciato dalla critica di comporre troppe "sciocche canzoni d'amore" leggere; in risposta a tutto ciò, Paul scrisse questo brano. Silly Love Songs è la prima incursione di McCartney nel mondo della musica disco, con il suono del suo basso in evidenza contrapposto al pulsare di batteria in stile disco. La prima versione della canzone, rimasta inedita, era però in stile reggae.
Linda McCartney e Denny Laine effettuano il controcanto durante il coro "I Love You", mentre Paul è la voce solista.
La canzone si è piazzata alla posizione numero 31 nella classifica Billboard's Greatest Songs of All Time.

## Tracce singolo
1. Silly Love Songs (Paul McCartney) - 3:22 (Single Edit)
2. Cook of the House (Paul McCartney) - 2:37

## Classifiche

### Classifiche settimanali
| Classifica (1976)                | Posizione massima |
| -------------------------------- | ----------------- |
| Australia                        | 20                |
| Belgio (Vallonia)                | 21                |
| Canada                           | 1                 |
| Francia                          | 17                |
| Germania                         | 14                |
| Irlanda                          | 1                 |
| Norvegia                         | 9                 |
| Nuova Zelanda                    | 8                 |
| Paesi Bassi                      | 11                |
| Regno Unito                      | 2                 |
| Stati Uniti                      | 1                 |
| Stati Uniti (adult contemporary) | 1                 |

### Classifiche di fine anno
| Classifica (1976) | Posizione |
| ----------------- | --------- |
| Canada            | 10        |
| Nuova Zelanda     | 35        |
| Regno Unito       | 23        |
| Stati Uniti       | 1         |

### Classifiche di fine decennio
| Classifica (1970-79) | Posizione |
| -------------------- | --------- |
| Stati Uniti          | 6         |

## Cover
- Shirley Bassey (1977) – Sull'album You Take my Heart Away
- Paul McCartney (1984) – Ri-registrò la canzone per la colonna sonora del film Give My Regards To Broad Street
- The Replicants (1995) – Nel loro omonimo album
- Red House Painters (1996) – Nel loro disco Songs for a Blue Guitar
- Stevie B (1998) – Sull'album Summer Nights
- Nicole Kidman e Ewan McGregor (2001) – Durante l'"Elephant Love Medley" nel film Moulin Rouge!
- Ardijah – In una versione R&B
- Ne viene anche effettuata, nel 2011, una cover nella serie televisiva Glee da parte dei personaggi che compongono gli Warblers, con voce solista di Darren Criss.